# Letis corisandra
Letis corisandra är en fjärilsart som beskrevs av Stoll 1781. Letis corisandra ingår i släktet Letis och familjen nattflyn. Inga underarter finns listade i Catalogue of Life.